# Bill Cobbs
Wilbert Francisco "Bill" Cobbs (Cleveland, Ohio, 16 de juny de 1934 - Riverside, Califòrnia, 25 de juny de 2024) fou un actor estatunidenc de televisió i cinema.

## Biografia
Originari d'una família humil, Cobbs va treballar inicialment en feines ocasionals, va servir vuit anys a la Forces Aèries dels Estats Units d'Amèrica i va ser venedor d'automòbils. A finals de la dècada de 1960, Cobbs va començar a actuar al famós Karamu House Theatre de Cleveland, inicialment com a actor amateur. Als 36 anys, va començar a professionalitzar-se tot i que es va haver de mantenir encara amb feines ocasionals. Es va traslladar a la ciutat de Nova York el 1971, on va aparèixer amb la Black Ensemble Company a l'obra Ride a Black Horse.
Després d'uns anys de treball teatral, va debutar al cinema l'any 1974 a The Taking of Pelham One Two Three, on només tenia una línia. L'any 1975 va aparèixer a Broadway per primera vegada a les obres de teatre Black Picture Show i First Breeze of Summer. A finals de la dècada de 1970 va interpretar petits papers cinematogràfics i papers convidats a sèries de televisió. A principis de la dècada de 1980, va treballar en diversos espectacles per a la sèrie Live Theatre de la NBC, és a dir, produccions de teatre que s'emetien en directe per televisió. A continuació, va fer petits papers secundaris en pel·lícules com Trading Places, Cotton Club i The Color of Money, així com un paper protagonista al costat de Dabney Coleman a la sèrie de 1987 The Slap Maxwell Story.
A la dècada de 1990, Cobbs finalment va començar a tenir papers de personatges més importants a Hollywood. A l'exitosa pel·lícula El guardaespatlles (1992) va encarnar el manager de la cantant interpretada per Whitney Houston; a Demolition Man (1993), l'antic agent de policia Zachary Lamb; i, sota la direcció dels germans Coen, a The Hudsucker Proxy (1994), el personatge de Moisès. Va aparèixer tant en papers còmics com dramàtics. Amb el seu aspecte una mica degradat i realista, sovint encarnava senyors grans intel·ligents i amables, com ara pares o avis. A Night at the Museum, juntament amb Dick Van Dyke i Mickey Rooney, va interpretar un dels tres vells vigilants nocturns que són jubilats. El 2013 va tenir un paper secundari a Oz the Great and Powerful com a Mestre Tinker. L'any següent va tornar a tenir el paper del vigilant nocturn Reginald a Night at the Museum: Secret of the Tomb. El 2020, va guanyar un premi Daytime Emmy per la seva aparició a la sèrie infantil Dino Dana. Cobbs va romandre actiu com a actor fins que poc abans de la seva mort; el seu treball cinematogràfic inclou gairebé 200 produccions de cinema i televisió.
Cobbs va morir a Riverside, Califòrnia, el juny de 2024, nou dies després del seu 90è aniversari.